# Camchaya
Camchaya es un género de plantas fanerógamas perteneciente a la familia de las asteráceas. Comprende 9 especies descritas y de estas, solo 8 aceptadas.

## Taxonomía
El género fue descrito por François Gagnepain y publicado en Notulae Systematicae. Herbier du Museum de Paris 4: 14. 1920. La especie tipo es Camchaya kampotensis Gagnep.	

## Algunas especies aceptadas
A continuación se brinda un listado de las especies del género Camchaya aceptadas hasta julio de 2012, ordenadas alfabéticamente. Para cada una se indica el nombre binomial seguido del autor, abreviado según las convenciones y usos.
- Camchaya calcarea Kitam.
- Camchaya eberhardtii (Gagnep.) Kitam.
- Camchaya kampotensis Gagnep.
- Camchaya loloana (Gagnep.) Dunn ex Kerr
- Camchaya montana (Gagnep.) Kerr
- Camchaya pentagona H.Koyama
- Camchaya spinulifera H.Koyama
- Camchaya tenuiflora Kerr